# Aldo Moro
Aldo Moro (pronunciación en italiano) (Maglie, 23 de septiembre de 1916-Roma, 9 de mayo de 1978) fue en dos ocasiones primer ministro de Italia. Uno de los que más tiempo había permanecido en el cargo desde el final de la Segunda Guerra Mundial, durante un total de seis años. 
Fue uno de los más importantes líderes de la Democracia Cristiana Italiana. Moro era considerado un intelectual y un paciente y hábil negociador, dotes que demostró en numerosas ocasiones para lidiar con conflictos internos en su partido. Fue secuestrado por militantes de las Brigadas Rojas y asesinado por Mario Moretti en 1978, aunque las circunstancias que rodean su muerte siguen sin estar esclarecidas a día de hoy. Acababa de conseguir un acuerdo de unión nacional entre la Democracia Cristiana y el Partido Comunista de Italia (llamado Compromesso Storico o Acuerdo Histórico, en español) al que se oponían Estados Unidos y la Unión Soviética. El Partido Socialista Italiano y el Partido Liberal también se opusieron a esta iniciativa, mientras se mostró a favor el Partido Republicano, con su presidente, Ugo La Malfa.

## Biografía

### Sus inicios en la política
Su carrera se inicia en los últimos años de la dictadura fascista, en los grupos católicos juveniles (GUF y FUCI). Tras la Segunda Guerra Mundial, Moro fue elegido diputado de la Asamblea Constituyente italiana de 1946, ayudando a redactar la constitución de la República Italiana. Fue reelegido en 1948 y en sucesivas ocasiones hasta su asesinato.
Como líder de la coalición parlamentaria sirvió como primer ministro entre 1963 y 1968, y de nuevo desde 1974 hasta 1976.

### Acuerdo histórico
Al principio de los setenta fue uno de los líderes políticos que se fijó en el proyecto eurocomunista de Enrico Berlinguer llamado Compromesso Storico. Este líder comunista italiano proponía una conjunción solidaria entre comunistas y cristianodemócratas italianos para afrontar la situación de grave crisis económica, social y política que vivía Italia. Moro, entonces presidente de la Democracia Cristiana, ayudó a buscar una fórmula para llegar a un gobierno de concertación, llamado por él de solidaridad nacional.

### Secuestro y asesinato
El 16 de marzo de 1978, miembros de las Brigadas Rojas encabezados por Mario Moretti, secuestraron a Moro, después de asesinar a sus cinco escoltas, en Vía Fani (Roma), cuando iba de camino a una sesión del Congreso italiano en la que se iba a informar y a votar una moción de confianza de esta cámara sobre el nuevo gobierno encabezado por Giulio Andreotti, por primera vez con el apoyo del Partido Comunista Italiano. Era la primera vez que se ponía en práctica el llamado Compromesso storico.
Los secuestradores pretendían intercambiar a Moro por la liberación de varios compañeros encarcelados y el reconocimiento político de la organización. Durante su secuestro se especuló con la posibilidad de que se conociese dónde se encontraba (un piso en Roma). 
En este lapso que duró su cautiverio Moro escribió bastantes cartas a los principales líderes de la Democracia Cristiana y al papa Pablo VI (quien después oficiaría su funeral). En estas cartas, Moro abogaba porque el objetivo fundamental del Estado debía ser salvar vidas humanas, razón por la cual el gobierno debería acceder a las demandas de las Brigadas Rojas. La mayoría de los líderes cristiano-demócratas argumentaron que estas cartas no mostraban más que la voluntad secuestrada de Moro, y rechazaron iniciar cualquier negociación, a pesar de las peticiones de la familia. El papa Pablo VI pidió a los terroristas que liberasen incondicionalmente a Moro.
Favorables a la negociación eran los socialistas (como Bettino Craxi) y los radicales (como Marco Pannella); los demás partidos políticos estaban en contra, especialmente los comunistas, como Enrico Berlinguer, y los republicanos, como Ugo La Malfa.
Giovanni Spadolini intentó defender a Moro diciendo que esas cartas fueron impuestas por los secuestradores, pero resultó que nunca fue amenazado o torturado[cita requerida]. Años después, el periodista y escritor Indro Montanelli criticó el comportamiento de Moro, diciendo que todos los hombres tienen derecho a tener miedo, pero que los políticos no tienen el derecho de mostrarlo públicamente.
El cadáver del político italiano fue abandonado por los terroristas el 9 de mayo de 1978 en el maletero de un Renault 4 de color rojo en la Vía Caetani, un lugar entre las oficinas de la Democracia Cristiana y el Partido Comunista Italiano, como un reto cargado de simbolismo hacia la clase política y hacia la misma policía, que había mantenido a la nación entera y a Roma en particular bajo una estricta vigilancia.
El asesinato del presidente de la Democracia Cristiana, Aldo Moro, llevado a cabo por las Brigadas Rojas en 1978, condujo el año siguiente a la disolución del Parlamento, con elecciones anticipadas. La Democracia Cristiana tuvo la misma cantidad de votos que en 1976, pero el Partido Comunista Italiano perdió cuatro puntos, cayendo a 30,4 %. Con el nuevo Gobierno fue abandonada la idea del Acuerdo Histórico, y los comunistas volvieron a la oposición. En 2017, la Vicaría General de Roma anunció que abriría un proceso de beatificación de tipo Virtudes Heroicas del político para presentarlo a distintas agrupaciones sociales.

### Investigación posterior
El 28 de enero de 1983, los jueces de la corte de Roma aplicaron a 63 acusados 32 cadenas perpetuas y 316 años de prisión. También decidieron cuatro absoluciones y tres amnistías. El 14 de marzo de 1985, en el proceso de apelación, los jueces le dieron más valor a la disociación (elección hecha por los brigadistas Adriana Faranda y Valerio Morucci) borrando diez cadenas perpetuas. El Tribunal Supremo confirmó la sentencia de segunda instancia.
El verdadero objetivo seguía siendo el «corazón de Estado» y muy especialmente la Democracia Cristiana. El brigadista Franco Bonisoli comentaba en una entrevista en 1998: «El proceso de Turín a los jefes históricos de la BR debía ser también nuestro proceso, la revolución que procesaba al Estado. Y la Democracia Cristiana para nosotros era el Estado y algunos de sus dirigentes, como Andreotti y Moro, eran su verdadera representación… El secuestro de Moro debía ser continuado con el de Leopoldo Pirelli y el de otros protagonistas». Aldo Moro encarnaba el alma de la Democracia Cristiana y además la acción contra Giulio Andreotti era mucho más complicada al vivir en pleno centro de la ciudad, mientras Moro vivía en un barrio residencial a las afueras de Roma.
Se ha especulado con que Moro utilizaba sus cartas como una manera de enviar mensajes cifrados a su familia y compañeros de partido. Las dudas han surgido por la integridad de las cartas; el general de los Carabineros Carlo Alberto dalla Chiesa (posteriormente asesinado por la mafia) encontró copias de las cartas en una casa que los secuestradores habían utilizado en Milán.
Algunos investigadores sugieren que el asesinato de Moro podría haber sido orquestado por la logia masónica renegada P2. Parte de estas hipótesis se ilustra en la película Il Divo (2008) sobre Giulio Andreotti, dirigida por Paolo Sorrentino.

Yo afirmo que el jefe de los servicios secretos descartó varias veces de forma explícita la existencia de una organización secreta de cualquier naturaleza o envergadura.
Giulio Andreotti.

Muchas de estas explicaciones suponen que el esfuerzo hecho por Moro para admitir a miembros del PCI en una coalición gubernamental habían disgustado profundamente a los Estados Unidos. La viuda de Moro posteriormente narró un encuentro con Henry Kissinger y un oficial de inteligencia estadounidense que los advirtió sobre su estrategia de introducir al Partido Comunista en el gabinete, con la amenaza: «Debe abandonar su política de colaboración con todas las fuerzas políticas de su país… o lo pagará más caro que el chileno Salvador Allende, nosotros jamás perdonamos». Según su mujer, Moro quedó tan conmocionado por la amenaza que llegó a enfermar, pensando incluso en retirarse de la política.